# Malagan

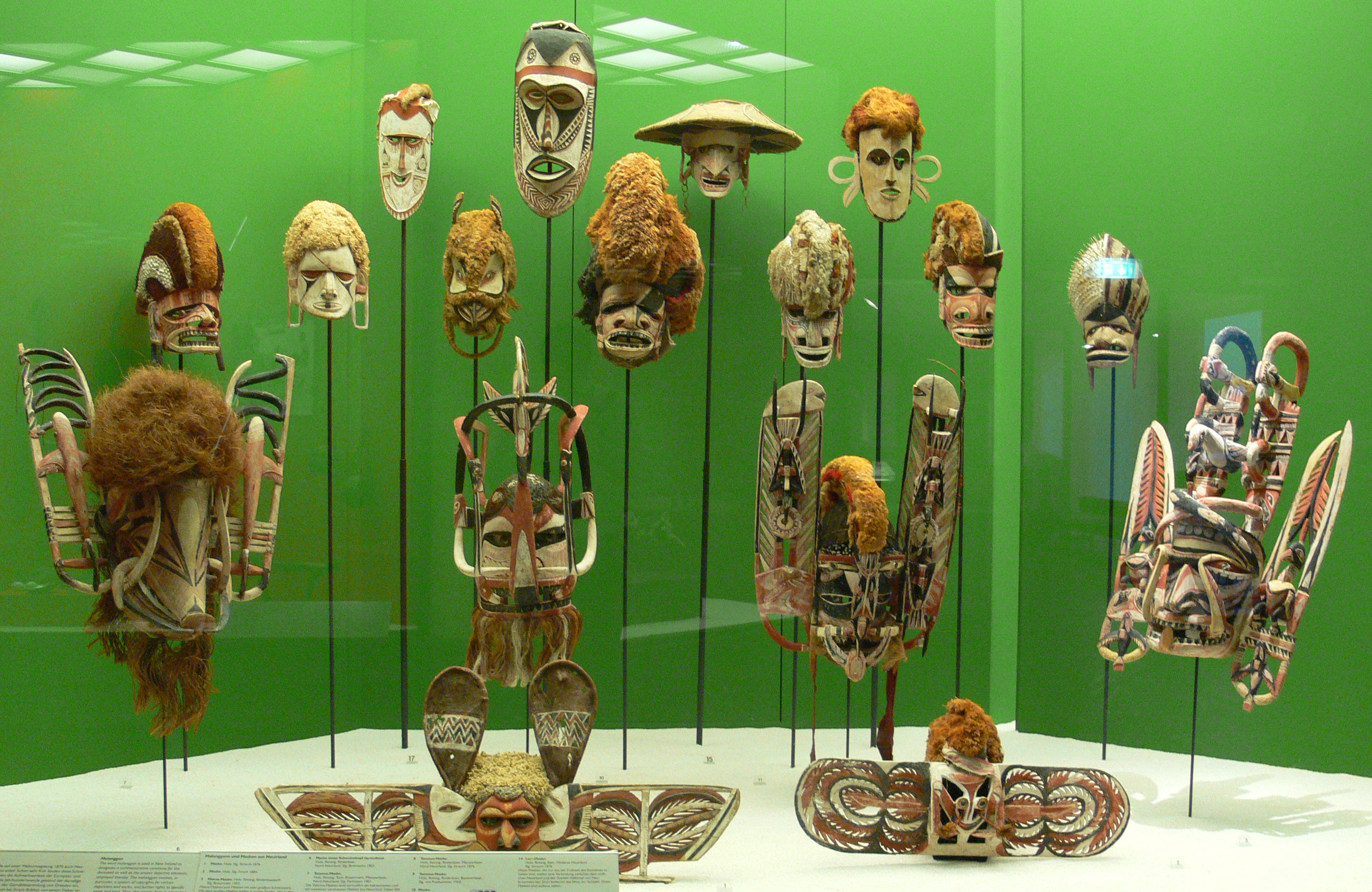
Malagan-maskers

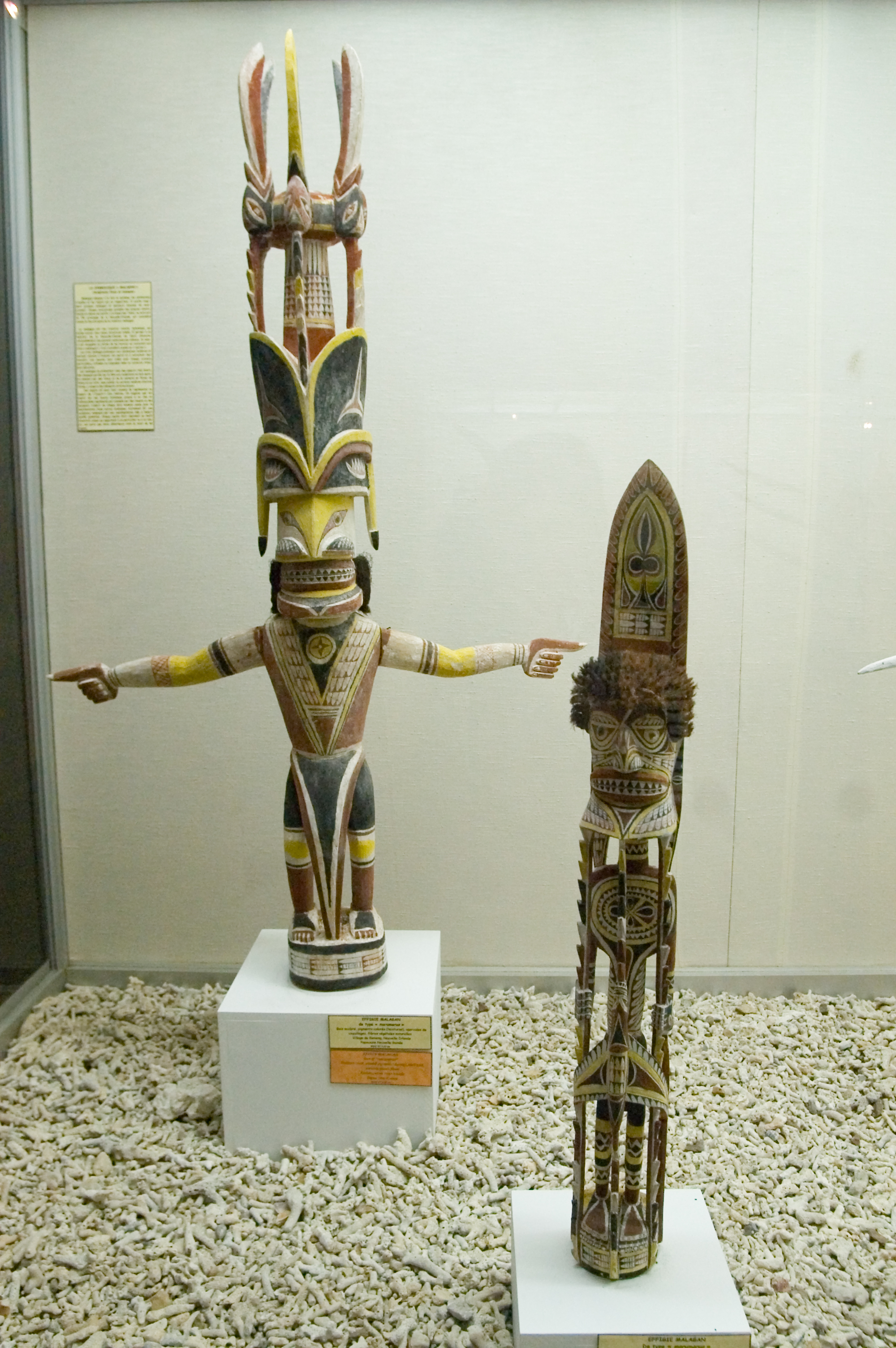
Malagan-houtsnijwerk

Malagan of malangan of malanggan komt uit de Naliktaal en slaat zowel op de cultuur van de provincie New Ireland van Papoea-Nieuw-Guinea als op de ceremonieën van die cultuur, als op het daarbij gebruikte houtsnijwerk.
Malagan-ceremonieën zijn grootschalige gebeurtenissen die verschillende dagen duren, waaraan maanden tot jaren voorbereiding aan voorafgaan en die plaatsvinden op onregelmatige tijdstippen en ter ere van één of meer mensen die in de voorbije jaren overleden zijn. Toch vormen de ceremoniën geen pure herdenkingen: ze gaan ook gepaard met openbare aankondigingen, terugbetalingen van schulden, erkenning van verplichtingen en regeling van geschillen.
Traditioneel werd het polychroom beschilderde houtsnijwerk verbrand bij het einde van de ceremonie, maar tegenwoordig wordt het bewaard. Enkele bekende vervaardigers van malagan houtsnijwerk zijn Ben Sisia van Libba Village in het noorden van New Ireland en Edward Salle van Lava Village, Tatau, eilandengroep Tabar.